# NGC 3641
NGC 3641 is een elliptisch sterrenstelsel in het sterrenbeeld Leeuw. Het hemelobject werd op 22 maart 1865 ontdekt door de Duitse astronoom Albert Marth.

## Synoniemen
- UGC 6370
- MCG 1-29-34
- PGC 34780